# SN 1572

SN 1572 (Tychos supernova eller Tycho Brahes nova), B Cassiopeiae (B Cas) eller 3C 10 var en supernova av typ Ia i stjärnbilden Cassiopeja.
SN 1572 är en av åtta supernovor som varit synlig för blotta ögat enligt de uppgifter som astronomer och historiker har.
Utbrottet skedde tidigt i november 1572 och upptäcktes oberoende av många personer.

## Historiska källor

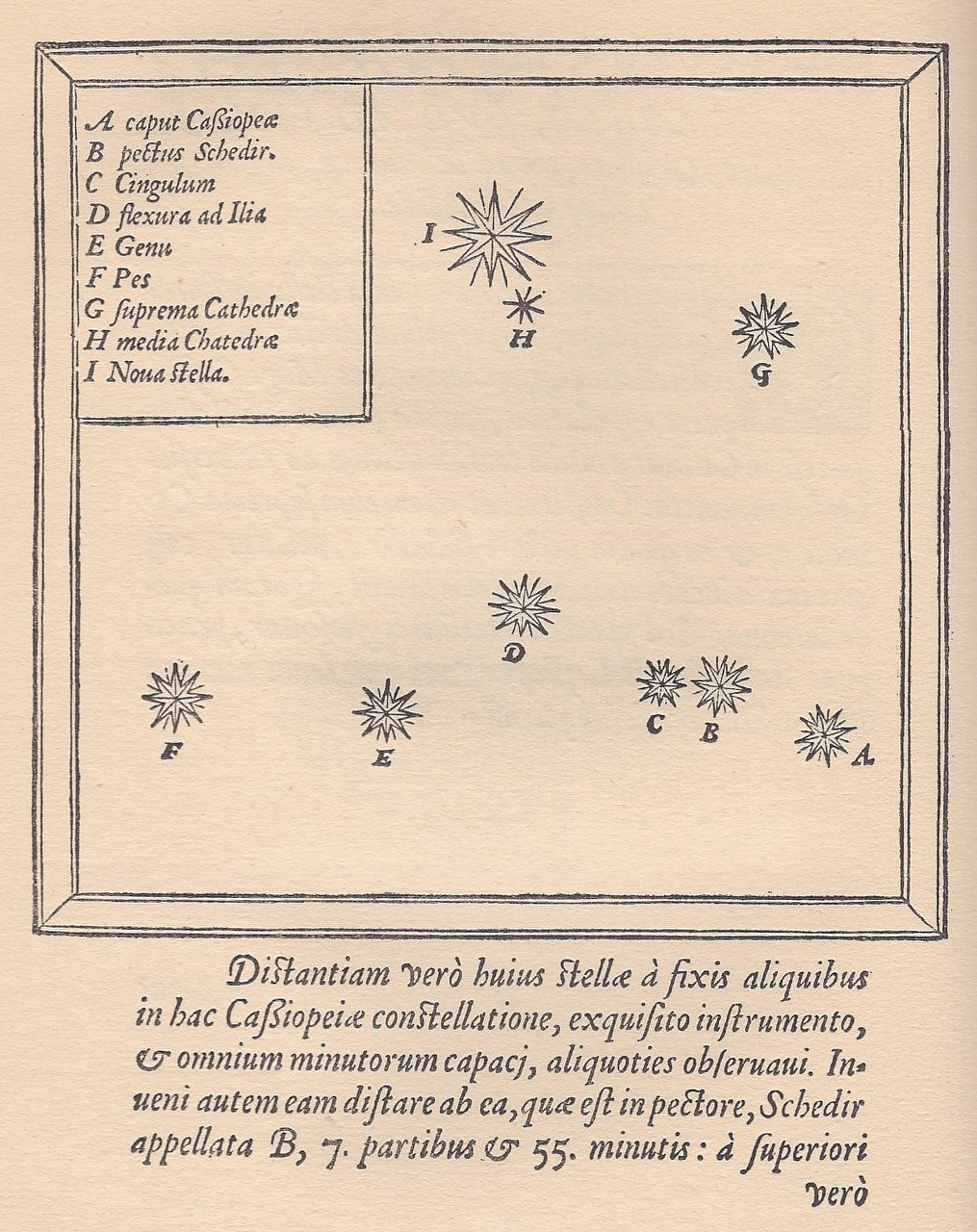
Stjärnkarta over Cassiopeja som visar 1572 års supernova (märkt I). Teckningen hämtad från Tycho Brahes De nova et nullius ævi memoria prius visa Stella.

Utbrottet för supernovan 1572 var en av de viktigaste händelserna i astronomins historia. Den ”nya stjärnan” skapade en revolution inom astronomin. Samtida astronomer insåg att stjärnhimlen inte var helt statisk och att bättre stjärnkataloger skulle krävas. Det skulle därför också krävas bättre instrument för astronomiska observationer.
Supernovan 1572 kallas ofta "Tycho Brahes supernova" på grund av den utförliga dokumentationen som Brahe gjorde av den nya stjärnan i De nova et nullius aevi memoria prius visa stella ("Beträffande den nya och aldrig förr i livet skådade, eller av någon ihågkomna, stjärnan") som publicerades 1573, 1602, och  1610.
Den innehåller Tycho Brahes egna observationer och analysen av många andras. Men Brahe var långt ifrån den förste att observera utbrottet, även om han verkar ha varit den mest noggranne bland observatörerna. Det fanns emellertid gott om andra observatörer som lämnade noggranna anteckningar, till exempel Wolfgang Schuler, Thomas Digges, John Dee, Francesco Maurolico och Jerónimo Muñoz.
I England kallade Elisabet I av England till sig matematikern och astrologen Thomas Allen för att få råd om den nya stjärnan i Cassiopeja.
De mer tillförlitliga uppgifterna bland de samtida observatörerna tyder på att utbrottet skedde mellan den 2 och 6 november 1572, när supernovan var åtminstone lika ljusstark som Venus. SN 1572 förblev synlig för det blotta ögat ända till 1574.

## Upptäckten av en följeslagare
I oktober 2004 rapporterades upptäckten av en G2-stjärna, liknande vår egen sol, i närheten av den supernovarest som knutits till utbrottet 1572. Den ses som följeslagare till stjärnan som blev supernova och fick namnet Tycho G.

## I litteraturen
Tre forskare från Southwest Texas State University, Don Olson, Russell Doescher och Marilynn Olson, menade 1998 att supernovan kan ha beskrivits av Shakespeare i Hamlet, i första aktens första scen. Deras retoriska ingress till artikeln löd:
| ” | Did a supernova seen by William Shakespeare in his boyhood so fascinate the bard that he later referred to it in his most famous play? | „ |